# Louis Trichardt
Louis Trichardt (früher Trichardtsdorp, für kurze Zeit auch Makhado wie die Gemeinde, zu der Louis Trichardt gehört) ist eine Stadt in Südafrika.

## Geographie
Louis Trichardt ist eine der größten Städte der Limpopo-Provinz. Die Stadt liegt nahe der Grenze zu Simbabwe am Fuß des Soutpansberg-Gebirges. Es werden in der Umgebung Früchte wie Bananen, Mangos und Nüsse angebaut. Die Nationalstraße N1 verläuft durch Louis Trichardt. 2011 hatte die Stadt 25.360 Einwohner.

## Geschichte
Wie viele andere Städte in Südafrika ist Louis Trichardt durch die Voortrekker-Besiedlung entstanden. Zwei Expeditionen der Voortrekker erreichten das Soutpansberg-Gebirge im Jahre 1836, eine davon unter der Führung von Louis Trichardt (eigentlich Louis Tregardt, geboren in Oudtshoorn, Kapkolonie, 1783–1838), nach dem die Stadt benannt wurde, und die andere unter der Führung von Hans van Rensburg. Van Rensburg entschied damals, seine Gruppe weiter nach Osten in Richtung Lourenço Marques (heute Maputo, Mosambik) zu führen. Die gesamte Gruppe wurde jedoch auf dem Weg dorthin getötet.
Trichardt und seine Gefolgschaft hingegen blieben in der Nähe des Gebirges und schlugen dort ihre Zelte auf, an der Stelle, die wahrscheinlich dem heutigen Standort der Stadt entspricht. Dort bauten sie auch Getreide an. Nachdem die Siedler ein Jahr dort verweilt hatte, entschieden sie sich, van Rensburg und seiner Gruppe zu folgen. Auf dem Weg nach Lourenço Marques, der sieben Monate dauerte, erkrankten viele Mitglieder an Malaria, darunter auch Trichardt selbst, der in Lourenço Marques starb.

## Persönlichkeiten
- Mark Villiger (1950–2023), Schweizer Jurist
- Bruce Murray, 12. Duke of Atholl (* 1960), Chief des schottischen Clan Murray
- Shamima Shaikh (1960–1998), Frauenrechtlerin
- Janus Robberts (* 1972), Kugelstoßer und Diskuswerfer
- Lutz Streun (* 1982), Jazzmusiker
- Oskar Gasecki (* 1990), polnischer Fußballspieler